# Willibald Kimmel
Willibald Kimmel (* 18. Juli 1929 in Pößneck; † 8. Januar 2011) war ein deutscher Politiker (CDU).
Der Jurist Kimmel unterhielt in Mannheim eine Rechtsanwaltskanzlei, lange Jahre gemeinsam mit Roland Hartung. 1960 wurde er erstmals in den Landtag von Baden-Württemberg gewählt. Dort war er der jüngste Abgeordnete und vertrat den Wahlkreis Mannheim-Stadt III. Er war justizpolitischer Sprecher und stellvertretender Vorsitzender der CDU-Landtagsfraktion und Vorsitzender des Ständigen Ausschusses. Kimmel gehörte dem Landtag 24 Jahre an, bis er 1984 als dienstältester Abgeordneter ausschied.
Danach gehörte er dem Vorstand der Landesanstalt für Kommunikation Baden-Württemberg an. In der Rhein-Neckar-Region war er lange Jahre Vorsitzender des Regionalverbandes Unterer Neckar und Vorsitzender der CDU-Fraktion im Raumordnungsverband Rhein-Neckar.
Kimmel war Träger des Großen Bundesverdienstkreuzes. Außerdem wurde er 1987 mit der Verdienstmedaille des Landes Baden-Württemberg und 2001 mit der Hermann-Heimerich-Plakette ausgezeichnet.